# 稲垣太祥
稲垣 太祥（いながき もとよし）は、近江山上藩の第9代（最後）の藩主、子爵。位階勲等は従二位勲二等。第8代藩主稲垣太清の長男。正室は藤波教忠の娘。継室は渡辺潔綱の娘。子は稲垣重厚（長男）。通称は藤五郎。名は太良とも。日本画を滝和亭に師事し、号は蘭圃。

## 経歴
明治元年（1868年）12月24日から病に倒れた父の代理として藩政を担う。明治4年（1871年）9月30日、父の隠居により家督を相続する。明治12年（1879年）8月6日、隠居し、妹の民子（後の松平銀太郎妻）に家督を譲る。明治19年（1886年）6月28日、民子の隠居により、再び家督を相続する。同年7月16日、子爵となった。稲垣家は女性戸主であったため、叙爵がなされていなかった。明治25年（1892年）7月30日、貴族院子爵議員補欠選挙で当選し、その後、6期連続で選ばれ死去するまで在任した。昭和7年（1932年）正月27日、74歳で死去した。
法号は稲垣太祥大人命。墓所は東京都文京区駒込の吉祥寺。

## 栄典
- 1918年（大正7年）7月10日 - 正三位[4]
- 1931年（昭和6年）5月1日 - 帝都復興記念章[5]

## 家族
父母
- 稲垣太清（父）
- 久 ー 稲垣太篤の娘（母）

妻
- 藤波綾子 ー 藤波教忠の娘（前妻）
- 渡辺元子 ー 渡辺潔綱の娘（後妻）

子女
- 稲垣重厚
- 稲垣夏子 ー 大谷勝真夫人
- 稲垣秋子 ー 岡栄一郎夫人
- 稲垣冬子